# جونز كاريوكا
جونز كاريوكا (بالبرتغالية: Jones Carioca‏) (14 أكتوبر 1988 في البرازيل - ) هو لاعب كرة قدم برازيلي في مركز جناح ‏. لعب مع غيرسون سبور ونادي أمريكا ونادي باهيا ونادي غوياس ونادي كارديمير كارابوك سبور ونادي كروزيرو وديبورتيفو مالدونادو ونادي نوروستي الرياضي ونادي ناوتيكو وBonsucesso Futebol Clube ‏.

## وصلات خارجية
- جونز كاريوكا على موقع اتحاد تركيا (لاعب) (الإنجليزية)
- جونز كاريوكا على موقع قاعدة بيانات كرة القدم.إي يو (الإنجليزية)
- جونز كاريوكا على موقع Soccerway.com (الإنجليزية)
- جونز كاريوكا على موقع عالم كرة القدم.نت (الإنجليزية)